# فابيان كوسور
فابيان كوسور (بالفرنسية: Fabien Causeur)‏ مواليد 16 يونيو 1987 في بريست، هو لاعب كرة سلة فرنسي. بدأ مسيرته الاحترافية في سنة 2005. يلعب مع بروس باسكتس. يحمل الرقم 1. يبلغ طوله 6 قدم 5 بوصة (2.0 م). مثّل منتخب بلاده. شارك في دورة الألعاب الأولمبية الصيفية سنة 2012.

## المسيرة الاحترافية
لعب مع إس تي بي لو هافر في الدوري الفرنسي من سنة 2005 إلى 2009، ثم لعب مع شوليه باسكت من سنة 2009 إلى 2012، ثم لعب مع ساسكي باسكونيا في الدوري الإسباني من سنة 2012 إلى 2016، ثم لعب مع بروس باسكتس في الدوري الألماني في سنة 2016.

## إحصائيات المسيرة

### الدوري الأوروبي
| السنة   | الفريق         | لعب | بدأ | دقيقة | ميداني% | ثلاثية | حرة   | ارتداد | صنع | استلاب | تصدي | نقطة | أداء |
| ------- | -------------- | --- | --- | ----- | ------- | ------ | ----- | ------ | --- | ------ | ---- | ---- | ---- |
| 2011–12 | شوليه باسكت    | 4   | 3   | 29.3  | .379    | .267   | .643  | 3.5    | 2.3 | 1.0    | .0   | 8.8  | 8.3  |
| 2012–13 | ساسكي باسكونيا | 28  | 13  | 20.8  | .503    | .375   | .692  | 1.7    | 1.5 | .7     | .1   | 7.7  | 5.8  |
| 2013–14 | ساسكي باسكونيا | 17  | 12  | 23.2  | .424    | .297   | 1.000 | 2.4    | 1.5 | .5     | .1   | 5.9  | 6.0  |
| 2014–15 | ساسكي باسكونيا | 23  | 19  | 23.9  | .506    | .345   | .700  | 2.7    | 2.3 | 1.3    | .3   | 9.3  | 11.4 |
| المسيرة | المسيرة        | 72  | 37  | 22.8  | .480    | .339   | .736  | 2.3    | 1.8 | .8     | .1   | 7.8  | 7.8  |

## روابط خارجية
- فابيان كوسور على موقع الاتحاد الدولي لكرة السلة (الإنجليزية)
- فابيان كوسور على موقع الدوري الأوروبي لكرة السلة (الإنجليزية)
- فابيان كوسور على موقع الدوري الإسباني لكرة السلة (الإسبانية)
- فابيان كوسور على موقع كرة السلة الأوروبية.كوم (الإنجليزية)
- فابيان كوسور على موقع DraftExpress.com (الإنجليزية)
- فابيان كوسور على موقع ريلجم (الإنجليزية)
- فابيان كوسور على موقع بروبوليرز (الإنجليزية)
- فابيان كوسور على موقع سبورتس رفرنس (الإنجليزية)
- فابيان كوسور على موقع اللجنة الأولمبية الدولية (الإنجليزية)
- فابيان كوسور على موقع أوليمبيديا (الإنجليزية)